# トマス・ブルーデネル＝ブルース (初代アイルズベリー伯爵)

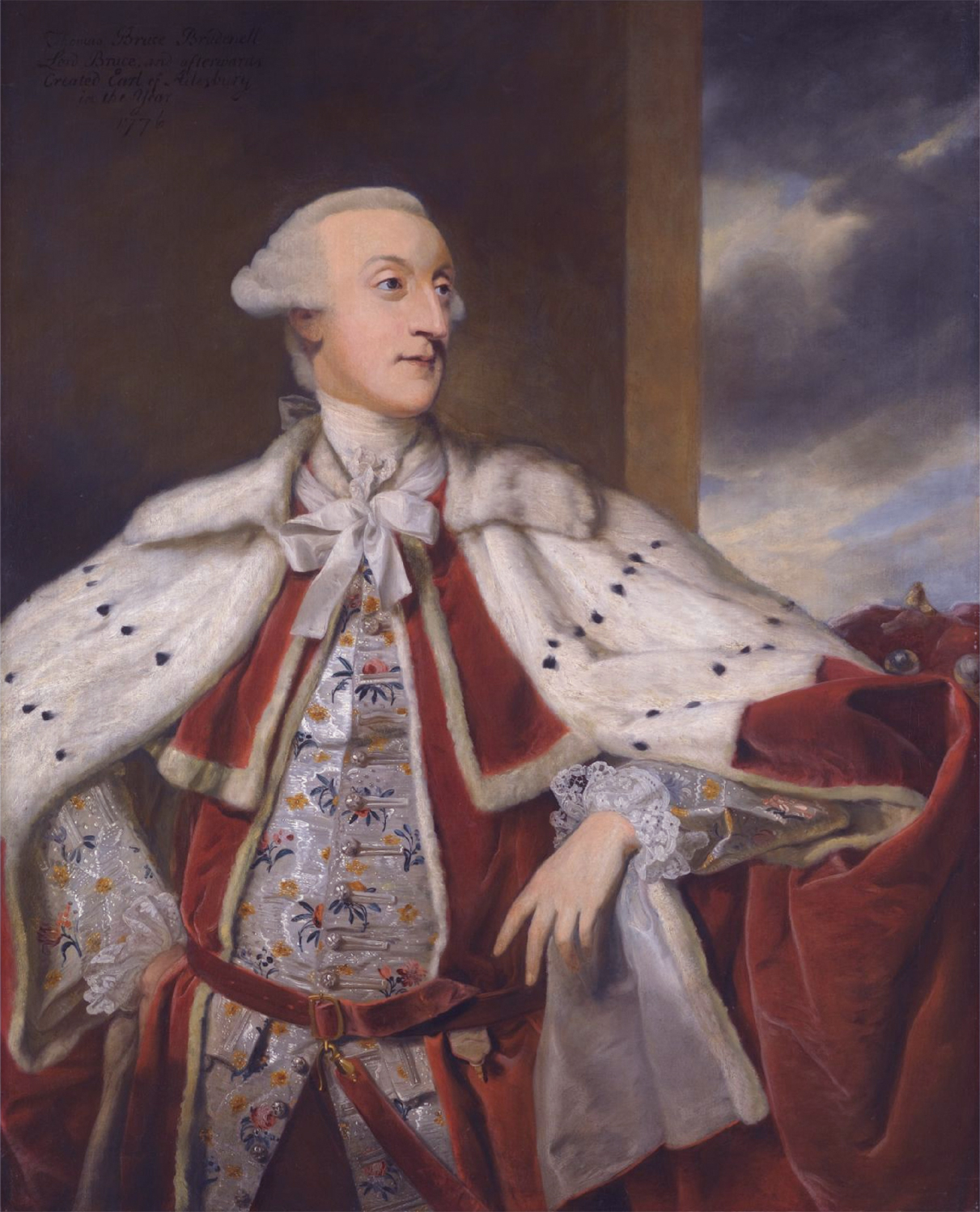
ジョシュア・レノルズによる肖像画、1776年画。

初代アイルズベリー伯爵トマス・ブルーデネル＝ブルース（英語: Thomas Brudenell-Bruce, 1st Earl of Ailesbury KT、出生名トマス・ブルーデネル（Thomas Brudenell）、1729年4月30日 – 1814年4月19日）は、イギリスの貴族、政治家。1747年に第3代アイルズベリー伯爵および第4代エルギン伯爵チャールズ・ブルースの遺産を継承し、以降50年以上にわたってグレート・ベッドウィン選挙区とマールバラ選挙区を掌握した。

## 生涯

### 生い立ち
第3代カーディガン伯爵ジョージ・ブルーデネルと妻エリザベス（1745年12月没、旧姓ブルース（Bruce）、第3代エルギン伯爵および第2代アイルズベリー伯爵トマス・ブルースの娘）の四男として、1729年4月30日に生まれ、5月13日にピカデリーの聖ジェームズ教会で洗礼を受けた。1737年から1746年までウィンチェスター・カレッジで教育を受けた。

### ブルース家の遺産継承
1747年2月10日に母方の伯父にあたる第3代アイルズベリー伯爵および第4代エルギン伯爵チャールズ・ブルースが死去すると、トッテナムのブルース男爵位やウィルトシャーとヨークシャーにおける広大な領地を継承した。1767年12月29日、国王の認可状を得て姓に母方の旧姓である「ブルース」を加えた。
1747年に継承した、邸宅のある地所トッテナム・パークがグレート・ベッドウィンに所在するため、ブルーデネルはグレート・ベッドウィン選挙区で1議席を掌握するようになった。2議席目は第2代ヴァーニー伯爵ラルフ・ヴァーニーが指名していたが、ブルーデネルとヴァーニーはお互いのグレート・ベッドウィンでの不動産を買い上げて完全支配を目指し、結果的にはブルーデネルが1766年6月に18,000ギニーでヴァーニーの不動産を買い上げ、さらに次の総選挙に限ってヴァーニーが1議席を指名することで合意された。1814年にブルーデネルが死去した後は息子が影響力を継承し、以降1832年の第1回選挙法改正でグレート・ベッドウィン選挙区が廃止されるまで同選挙区で選挙戦が行われることはなかった。
トッテナム・パークがマールバラから5マイルしか離れていなかったため、マールバラ選挙区もブルーデネルの懐中選挙区になった。第4代マールバラ公爵ジョージ・スペンサーもマールバラで不動産を所有しており、選挙で影響力を発揮すると度々噂されたが、結局ブルーデネルが1814年に死去するまでの選挙は常にブルーデネルの指名する人物が無投票で当選し、その死後も長男が選挙区への支配を継承した。

### 官職と叙爵
1760年12月11日から1776年6月4日まで国王ジョージ3世の寝室侍従を務め、1776年5月にウェールズ公ジョージとフレデリック王子の家庭教師（governor）に任命されたが、すぐに辞して兄にあたる初代モンタギュー公爵ジョージ・モンタギューに譲った。同年6月10日、グレートブリテン貴族であるバッキンガムシャーにおけるアイルズベリー伯爵に叙された。1780年12月29日にシャーロット王妃の宮内長官（年収1,200ポンド）に任命され、1792年2月24日に会計長官（Treasurer、年収500ポンド）に転じ、以降1814年に死去するまで務めた。
1780年3月22日から1782年4月8日までウィルトシャー統監を務めた。1786年11月29日、シッスル勲章を授与された。

### 死去
1814年4月19日にメイフェアのシーモア・プレース（Seamore Place）で死去、ベッドフォードシャーのモールデンで埋葬された。息子チャールズが爵位を継承した。

## 家族

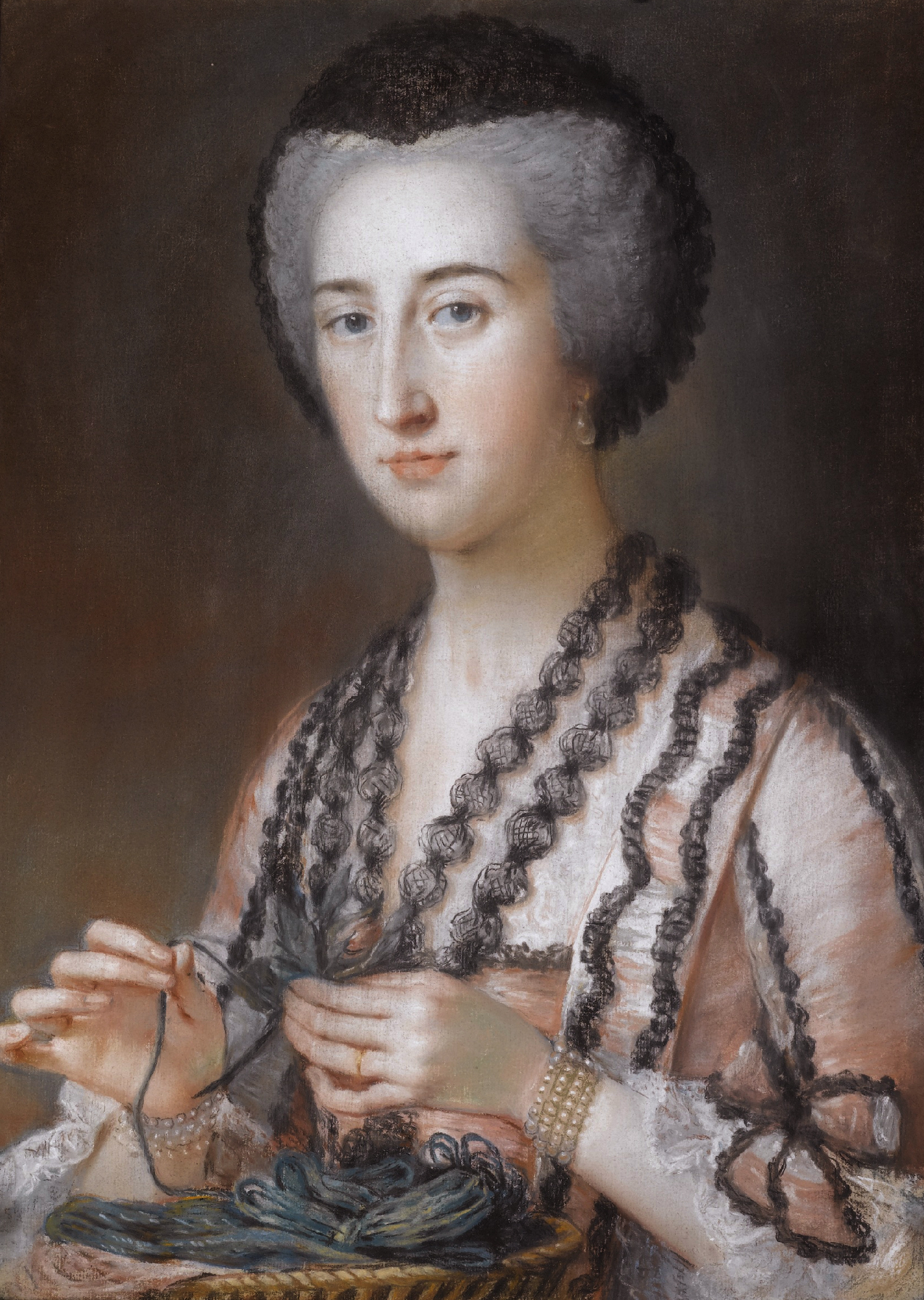
1人目の妻スザンナ。ウィリアム・ホーア画。

1761年2月17日、スザンナ・ボイル（1732年4月15日 – 1783年2月4日、ダンガーヴァン子爵チャールズ・ボイルの未亡人、ヘンリー・ホーアの娘）と結婚、2男2女をもうけた。
- ジョージ（1762年3月23日 – 1783年3月28日） - 生涯未婚[1]
- キャロライン・アン（1824年没）
- フランシス・エリザベス（Frances Elizabeth、1836年没） - 1799年、サー・ヘンリー・ライト・ウィルソン（Sir Henry Wright Wilson、1832年没）と結婚
- チャールズ（英語版）（1773年2月14日 – 1856年1月4日） - 第2代アイルズベリー伯爵、初代アイルズベリー侯爵

1788年2月14日、アン・ロードン（Anne Rawdon、1753年5月16日 – 1813年1月8日、初代モイラ伯爵ジョン・ロードンの娘）と再婚したが、2人の間に子供はいなかった。